# Juan Carlos González Zamora
Juan Carlos González Zamora (ur. 24 czerwca 1968 w Hawanie) – kubański szachista, od 2004 reprezentant Meksyku, arcymistrz od 2004 roku.

## Kariera szachowa
Pierwsze sukcesy na arenie międzynarodowej zaczął odnosić na początku lat 90. XX wieku. W 1992 r. podzielił IV m. w memoriale Jose Raula Capablanki w Matanzas (za Henry Urdayem, Marcelem Sisniegą i Amadorem Rodriguezem, wspólnie z Romanem Hernandezem). W następnych latach zajmował czołowe miejsca m.in. w Koszegu (1996), Harkanach (1996), Meridzie (1997 i 1999), Manresie (1998) oraz w San Salvador (2001). W 2002 r. zwyciężył w memoriale Carlosa Torre w Meridzie, a w 2003 r. w turnieju tym zajął II m. (za Wadimem Miłowem). W 2005 r. zwyciężył w Guadalajarze, natomiast w latach 2006 i 2007 triumfował w indywidualnych mistrzostwach Meksyku. W 2007 r. odniósł również kolejne sukcesy: zwyciężył w Meksyku oraz podzielił III m. w Morelii (za Wadimem Miłowem i Iwanem Czeparinowem, wspólnie z Danielem Stellwagenem, Lazaro Bruzonem, Warużanem Akobianem, Manuelem Leonem Hoyosem i Władimirem Potkinem) i Santo Domingo (turniej strefowy, za Leinierem Dominguezem i Lazaro Bruzonem, wspólnie z Eduardo Iturrizagą).
W latach 2004 i 2006 dwukrotnie (w tym raz na I szachownicy) reprezentował Meksyk na szachowych olimpiadach.
Najwyższy ranking w dotychczasowej karierze osiągnął 1 października 2008 r., z wynikiem 2568 punktów zajmował wówczas 1. miejsce wśród meksykańskich szachistów.